# خولنجان طبي
الخولنجان الطبي أو الصغير أو المخزني أو خولنجان أو الخولنجان الصيني (الاسم العلمي:Alpinia officinarum) هو نوع من النباتات يتبع جنس الخولنجان من فصيلة الزنجبيلية.

## الوصف النباتي
نبات عشبي معمر يصل ارتفاعه إلى حوالي مترين. أوراقه كبيرة، ذو أزهار بيضاء وحمراء، يمتاز الخولنجان الصغير برائحته العذبة وطعم تابلي.
يوجد من الخولنجان عدة أنواع مثل الخولنجان الصغير أو ما يعرف بالعيني والخولنجان الأبيض والخولنجان الكبير أو الأحمر، وهناك أنواع أخرى تستعمل فقط للزينة لجمال أزهارها واستدامة خضرتها وبعض من هذه الأنواع يصنع منه ورق الكتابة والبعض الآخر تؤكل سيقانه أو تطبخ.
والخولنجان الصغير الذي يعرف علمياً هو النوع الطبي.

## الاستعمالات الطبية
الجزء المستخدم من النبات جذاميره التي تشبه إلى حد ما جذامير نبات السعد وهي ذات لون محمر ومغطاة بأغماد باهتة كبيرة تترك على الجذامير ندباً عند سقوطها وللجذامير رائحة عطرية.

## الموطن الأصلي
موطنه الأصلي المناطق العشبية في جنوبي الصين وجنوب شرق آسيا عموماً ويزرع في الوقت الحالي كتابل ودواء في كثير من أجزاء آسيا المدارية ويزرع عادة بتقسيم الجذامير وإعادة غرسها في الربيع ولا تجمع إلا بعد 4 إلى 6 سنوات من تاريخ زراعة النبات، ويستعمل الخولنجان طازجاً أو مجففاً.
المحتويات الكيميائية: تحتوي جذامير الخولنجان الصغير على زيت طيار بنسبة 1-5٪ ويحتوي هذا الزيت على الفاباينين وسينيول ولينانوول وكافور وسنمات المثيل، كما يحتوي الخولنجان على لاكتونات التربينات الأحادية النصفية مثل الجالنجول والجالنجين.

## الخولنجان الصغير في الطب القديم
استعملت العرب الخولنجان منذ القدم، حيث كانت تعلف به جيادها لتزداد حرارة، ويشربونه مغلياً مع الحليب ضد البرد والسعال ولتقوية الباءة.
يقول ابن سينا: الماهية: قطاع ملتوية حمر وسود حاد المذاق له رائحة طيبة خفيف الوزن يؤتى به من بلاد الصين. ، قال ماسرجويه: هو خسرودارو بعينه. الأفعال والخواص: لطيف محلل للرياح. الزينة: يطيب النكهة. أعضاء الغذاء: جيد للمعدة هاضم للطعام. أعضاء النفض: ينفع من القولنج ووجع الكلي ويعين على الباه وبدله وزنه من قرفة قرنفل.
وقد قال داود الأنطاكي عن الخولنجان «حار يابس تبقى قوته إلى سبع سنوات، يحلل الرياح ويفتح المسام والشهية ويهضم ويحلل المفاصل وعرق النساء وأوجاع الجنين والظهر وشربه مع اللبن وخاصة لبن الضأن يعيد قوة الشباب.
ادخل الخولنجان إلى أوروبا في القرن التاسع عشر واعتبره المتصرف الألماني هيلدغارد Hildegard من بنغن بمثابة تابل الحياة الذي حبانا به الله ليدفع عنهم المرض.
لقد استخدم في الطب الصيني من مئات السنين، حيث يستخدمونه لتدفئة الجسم وضد آلام البطن والقيء والفواق فضلاً عن الإسهال الناتج عن البرد الداخلي. وعادة عندما يستخدمه الصينيون ضد الفواق فإنهم يخلطونه مع الكردهان وفطر التنوب.
وفي الهند وجنوب غرب آسيا فيعتبر الخولنجان الصغير مقوياً للمعدة ومضاداً للالتهاب ومقشعاً ومقوياً عصبياً، يستخدم في علاج الفواق والتخمة وآلام المعدة والتهاب المفاصل والحمى المتقطعة.
أما في طب الأعشاب الغربي فقد ادخل الخولنجان الصغير إلى أوروبا عن طريق الأطباء العرب منذ ما يزيد ع 1000 سنة، حيث يستخدم هناك بشكل رئيس كطارد للريح ولعسر الهضم والقياء وألم المعدة وكتلطيف القروح الفموية المؤلمة والتهاب اللثة وكذلك لعلاج دوار البحر.
وماذا قال الطب الحديث عن الخولنجان الصغير؟
أثبتت الأبحاث الصينية أن الخولنجان مضاد للجراثيم، حيث تبين فعلياً أن الخولنجان الصغير له مفعول مضاد لعدد من الجراثيم بما في ذلك الجمرة (anthrax)، كما ثبت فعاليته ضد الفطر، حيث يشير بحث نشر عام 1988 إلى أن الخولنجان الصغير فعال جداً ضد Candida albicans وفي روسيا حضر من الخولنجان مستحضر طبي تحت اسم Nastoika وهو مشروب يستخدم لتدفئة الجسم.
وقد تبين أن الخولنجان الصغير له تأثير مقوي للجهاز الهضمي ومدفئ وطارد للغازات ومضاد للقيء والجرعة العلاجية من الخولنجان الصغير تتراوح ما بين 0,5 إلى 1,5 غرام يومياً.
ولعلاج حالات عسر الهضم والتخلص من غازات المعدة يستخدم مسحوق الخولنجان الصغير وذلك بأخذ ملء ملعقة صغيرة من مسحوق الجذمور وإضافتها إلى ملء كوب ماء مغلي وتركها لمدة عشر دقائق ثم يصفى ويشرب وذلك بمعدل مرة واحدة في اليوم. كما يمكن استخدام مسحوق الخولنجان استنشاقاً وذلك بإضافته لماء ساخن ثم يستنشق البخار المتصاعد وذلك لتخفيف حدة الزكام والبرد. نقلا عن جريدة الاثنين 1 شعبان 1426هـ - 5 سبتمبر 2005م - العدد 13587
لتقوية الباءة والجسم ومكافحة الأمراض وتجنب الوهن والخمول:
ما وجدت منشطا للجسم مثل الزنجبيل المحلى بالعسل، وأما عن أكل مربى بالعسل مع الفستق والخولنجان فيقول داود الأنطاكي في تذكرته: «فيه سر عظيم». معجون يقوي الجسم، ويعالج النسيان، ويفتح قريحة المخ، ويفرح النفس وينعشها.
المركبات: 100 غرام زنجبيل مطحون+ 100 غرام فستق مطحون+ 50 غرام خولنجان مطحون+ 50 غرام حبة سوداء مطحونة+ عسل نحل.
يطبخ عسل نحل على نار هادئة وتنزع رغوته، ثم تضاف الأشياء السابقة وتقلب جيدا حتى تعقد كالحلوى، وتعبأ في برطمان زجاج، وتؤكل منه ملعقة بعد الإفطار، وملعقة بعد العشاء يوميا.